# 堅道

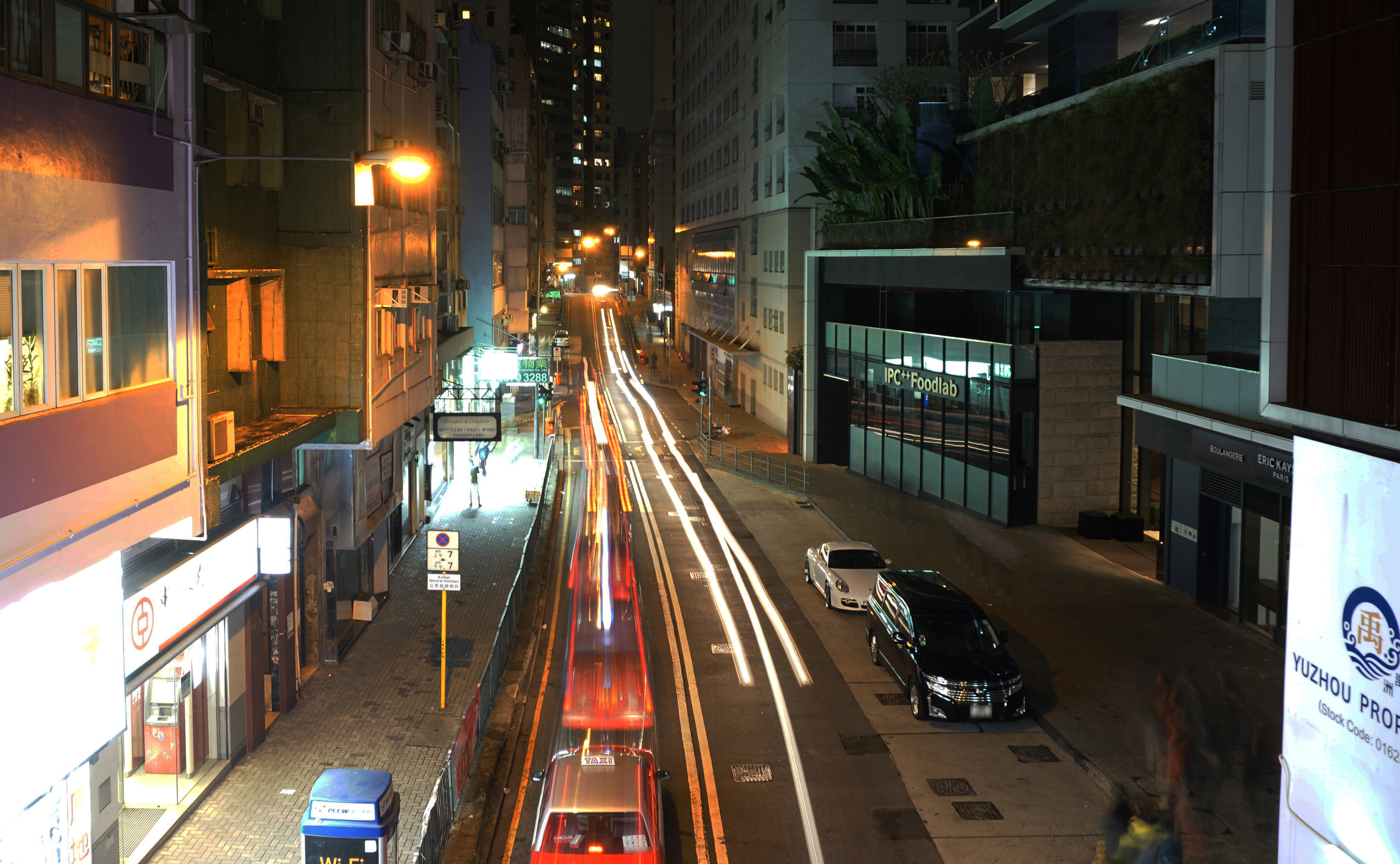
堅道夜景

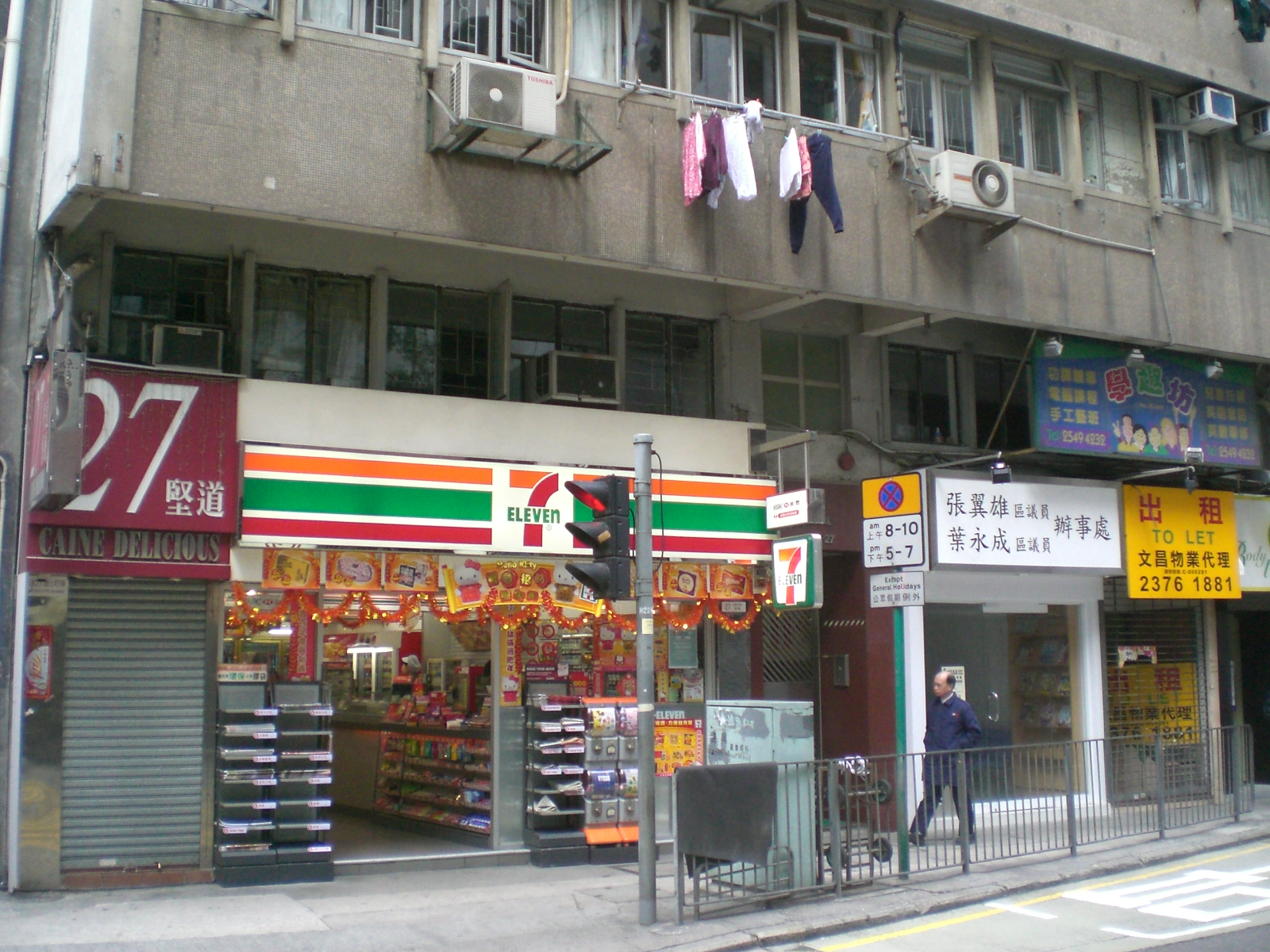
堅道東段

堅道（英語：Caine Road）是香港西半山的一條主要道路，以香港第一位裁判官威廉·堅（William Caine）命名。
堅道東面連接上亞厘畢道、亞畢諾道及己連拿利交界香港動植物公園，西面則連接般咸道、醫院道及西摩道交界合一堂。中環至半山自動扶梯系統亦途經堅道。
堅道是1840年代已經開拓的道路。
堅道由東向西方向為巴士專用線，私家車輛不可以在週一至週五上午7時至下午7時，週六上午7時至下午1時使用堅道西行線。

## 沿路著名地標
- 香港動植物公園
- 香港聖母無原罪主教座堂
- 明愛專業及成人教育中心（堅道）
- 嘉諾撒聖心學校
- 香港明愛總部
- 高主教書院
- 嘉諾撒仁愛女修會教堂
- 中環至半山自動扶梯系統
- 香港浸信教會
- 卑利街行人天橋
- 堅道公園
- 堅道合一堂香港堂

## 交匯道路
- 般咸道
- 西摩道
- 鴨巴甸街
- 衛城道
- 卑利街
- 伊利近街
- 奧卑利街
- 亞畢諾道
- 己連拿利
- 上亞厘畢道

## 發展歷史
2015年2月，扎根於區內逾一個世紀，位於堅道50號的香港浸信教會，力壓多家有意把它重建成豪宅的財團，以約三億四千萬港元購得堅道97號，樓齡約50年的的香港聖瑪加利女書院前校舍。土地註冊處資料顯示，原業主張至誠置業（Tiu Chi Seng Investment Limited）於1960年代後期向Tiu Chi Seng購入，作價40萬元，今次沽貨物業帳面升值857倍。

## 相關連結
- 堅巷